# 106th Infantry Division (Vereinigte Staaten)
Die 106th Infantry Division (deutsch 106. US-Infanteriedivision) war ein Großverband der US-Army im Zweiten Weltkrieg.

## Geschichte
Die Division wurde am 15. März 1943 in Fort Jackson, South Carolina mit Personal der 80th Infantry Division aufgestellt. Nach dem Abschluss der Truppenausbildung und Manövern kam der Verband am 6. Dezember 1944 nach Frankreich. Dem VIII. Corps unterstellt, folgte die Verlegung an die Front in Belgien am 10. Dezember. Am 16. Dezember wurde die 106th Infantry Division unter dem Befehl von Generalmajor Alan Walter Jones bei Beginn der Ardennenoffensive in schwere Kämpfe mit der Wehrmacht verwickelt. Die noch unerfahrene und junge Einheit verlor bei Schönberg und Sankt Vith zahlreiche Soldaten, zwei komplette Regimenter mit 7000 Soldaten gerieten in deutsche Gefangenschaft. Dies war eine der größten Gefangenennahmen amerikanischer Truppen durch Gegner in der Kriegsgeschichte der Vereinigten Staaten. Die Division verlor somit in der Frühphase der Kämpfe bereits mehr als die Hälfte ihrer Soldaten. Einer der Soldaten der Division, Master Sergeant Roddie Edmonds, rettete in der Gefangenschaft im Stammlager IX A das Leben zahlreicher jüdische US-Soldaten, in dem er sie nicht an die Lagerleitung verriet. Er erhielt später den Ehrentitel Gerechter unter den Völkern. Die restlichen Divisionstruppen, die nicht aufgerieben worden waren oder in Gefangenschaft gerieten, wurden mit Soldaten der 28th Infantry Division verstärkt. Sie errichteten eine Kampflinie bei Sankt Vith. Diese konnte bis zum 21. Dezember erfolgreich gegen Angriffe der Deutschen gehalten werden. Lieutenant Colonel Thomas Riggs, Kommandeur des 81st Engineer Combat Battalion der 106th Infantry Division, erhielt für die Verdienste seiner Einheit bei diesen Kämpfen mit seinen Soldaten die Presidential Unit Citation.

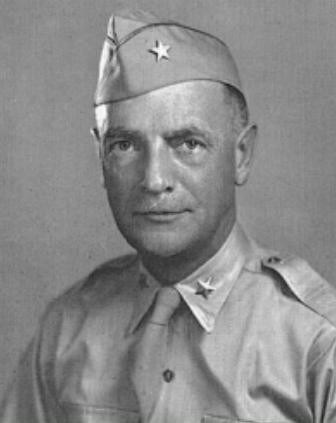
Divisionskommandeur Herbert Towie Perrin

Bis Ende Dezember 1944 wurden die Soldaten der Division zudem bei Kämpfen um Manhay und an anderen Orten in Ostbelgien eingesetzt, ehe sie nach dem Jahreswechsel am 18. Januar 1945 zur Erholung nach Stavelot kamen. Am 7. Februar folgte dann der Einsatz bei Huningue. Bis zum März war die Division größtenteils bei Patrouillen am Rhein eingesetzt, ehe sie am 15. März nach Saint-Quentin kam, um sich erneut von den schweren Verlusten zu erholen. Um die vier völlig verlorengegangenen Regimenter zu ersetzen, kamen das 3rd Infantry Regiment und das 159th Infantry Regiment zeitweise unter das Kommando der 106th Infantry Division. Am 25. April, kurz vor Kriegsende, rückte die Division nach Deutschland vor, um bei der Bewachung von Kriegsgefangenen und Besatzungsaufgaben zu helfen. Bis zum Kriegsende in Europa am 8. Mai waren 417 Soldaten der Division gefallen, 1278 waren verwundet worden. Die Division war zeitweise in Bad Ems als Besatzungstruppe stationiert, ehe sie in die USA zurückkehrte und am 2. Oktober 1945 in New York aufgelöst wurde.
Teile der Division wurden 1948 reaktiviert und waren als Reserveeinheit in Puerto Rico stationiert, ehe auch sie 1950 demobilisiert wurden.

## Bekannte Mitglieder
- Kurt Vonnegut (1922–2007), Schriftsteller
- Donald Prell (1924), Unternehmer und Journalist

## Organisation
Die 106th Infantry Division hatte im Zweiten Weltkrieg diese Aufstellung:
- 422nd Infantry Regiment
- 423rd Infantry Regiment
- 424th Infantry Regimen
- Division Artillery
  - 589th Field Artillery Battalion
  - 590th Field Artillery Battalion
  - 591st Field Artillery Battalion
  - 592nd Field Artillery Battalion
- 106th Mechanized Reconnaissance Troop
- Military Police Platoon
- 81st Engineer Battalion
- 331st Medical Battalion
- 106th CIC Detachment
- 806th Ordnance Company
- 106th Quartermaster Company
- 106th Signal Company

## Divisionskommandeure
Folgende Personen haben die Division geleitet:
- Generalmajor Alan W. Jones (15. März 1943 – 22. Dezember 1944)
- Brigadegeneral Herbert T. Perrin (22. Dezember 1944 – 8. Februar 1945)
- Generalmajor Donald A. Stroh (Februar 1945 – August 1945)
- Brigadegeneral Francis A. Woolfley (August – Oktober 1945)